# Loch Broom Point
Loch Broom Point (do 5 kwietnia 1961 Lochbroom Point) – przylądek (point) w kanadyjskiej prowincji Nowa Szkocja, w hrabstwie Pictou (45°39′31″N, 62°44′52″W), wysunięty w zatokę Pictou Harbour, na jej południowym brzegu; nazwa Lochbroom Point urzędowo zatwierdzona 8 listopada 1948.